# موقع تراث عالمي

شعار منظمة مواقع التراث العالمي

مواقع التراث العالمي هي معالم أو مناطق ترشحها لجنة التراث العالمي في منظمة الأمم المتحدة للتربية والعلم والثقافة (يونسكو) للإدراج ضمن برنامج مواقع التراث العالمية الذي تديره اليونسكو. هذه المعالم قد تكون طبيعية، كالغابات وسلاسل الجبال، وقد تكون من صنع الإنسان، كالبنايات والمدن، وقد تكون مختلطة.
انطلق هذا البرنامج عن طريق اتفاقية حماية التراث العالمي الثقافي والطبيعي، وتُبني خلال المؤتمر العام لليونسكو الذي عقد في 16 نوفمبر 1972 م. ومنذ توقيع الاتفاقية، صادقت 189 دولة عليها. يهدف البرنامج إلى تصنيف وتسمية والحفاظ على المواقع ذات الأهمية الخاصة للجنس البشري، سواء كانت ثقافية أو طبيعية. ومن خلال هذه الاتفاقية، تحصل المواقع المدرجة في هذا البرنامج على مساعدات مالية تحت شروط معينة.
حتى تموز (يوليو) 2017، كان عدد مواقع التراث العالمي في العالم 832 موقعاً ثقافياً، و206 مواقع طبيعية و35 موقعا مختلطا، تقع في 167 دولة. حسب جدول مواقع التراث العالمي حسب الدولة، تحتل إيطاليا المرتبة الأولى من حيث عدد مواقع التراث العالمي بواقع 53 موقعاً، تليها الصين (52)، إسبانيا (46)، فرنسا (43)، ألمانيا (42)، الهند (36)، المكسيك (34)، المملكة المتحدة وأقاليم ما وراء البحار البريطانية (31).
يُعدّ كل موقع من مواقع التراث ملكاً للدولة التي يقع ضمن حدودها، ولكنه يحصل على اهتمام من المجتمع الدولي للتأكد من الحفاظ عليه للأجيال القادمة. وتشترك جميع الدول الأعضاء في الاتفاقية، والبالغ عددها 189 دولة، في حماية والحفاظ على هذه المواقع.

## التاريخ

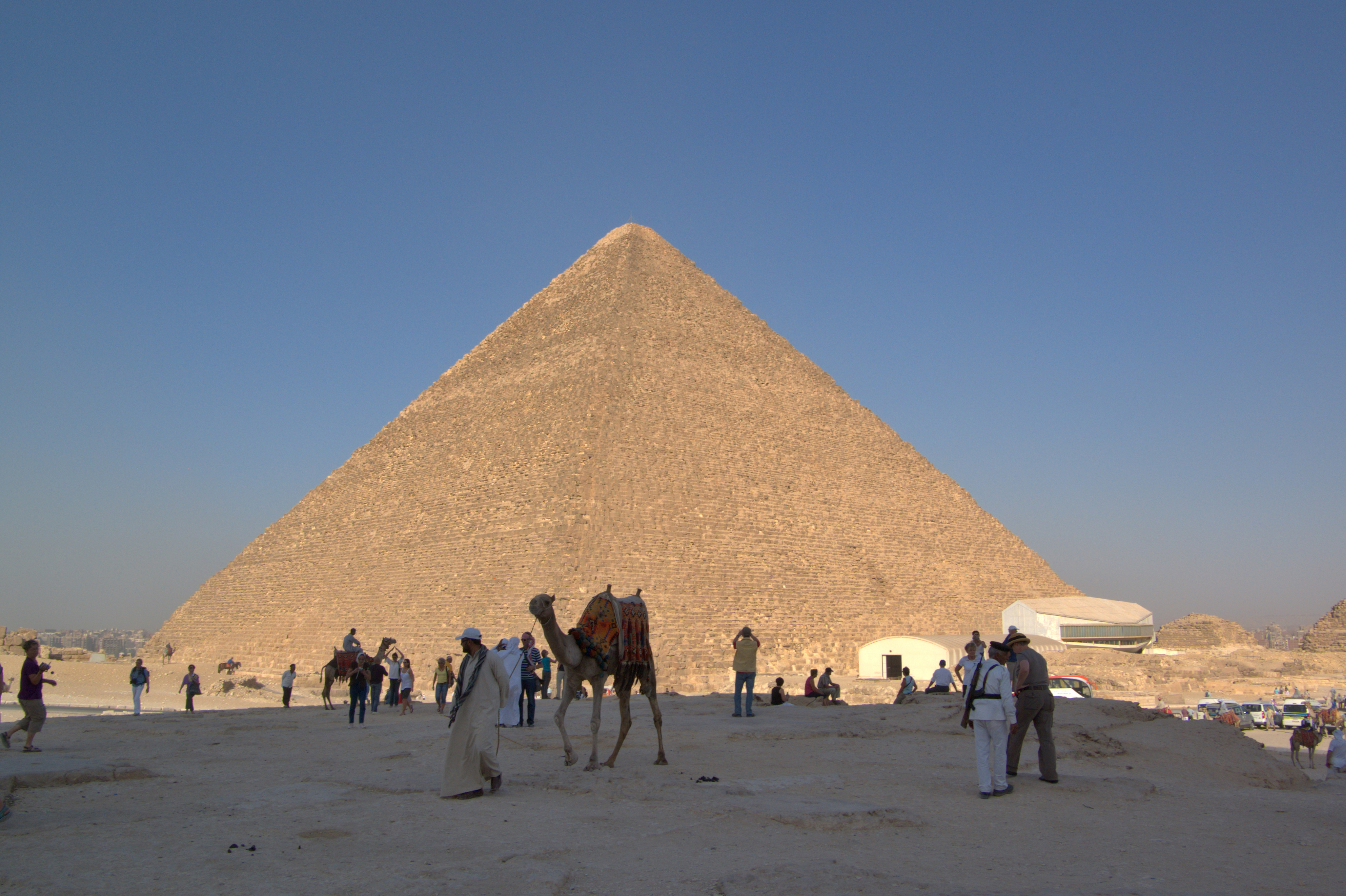
الموقع 86:ممفيس ومتربولس بما فيها أهرامات الجيزة (مصر).

### ما قبل الاتفاقية
في عام 1954، قررت الحكومة المصرية بناء سد أسوان (السد العالي)، وهو الحدث الذي من شأنه إغراق الوادي التي يحتوى على تلك الآثار. وقد شنت اليونسكو حينها حملة في جميع أنحاء العالم لحماية تلك الآثار. وقد تم تفكيك كل من معبدي أبو سمبل وفيلة، وانتقلت إلى مواقع أعلى، ووضع الظهر معا قطعة تلو الأخرى.
وقدرت تكلفة المشروع حينئذ بحوالي 80 مليون دولار أمريكي وتم جمع 40 مليون دولار منها من 50 بلداً. وقد تم اعتبار المشروع ناجحاً، مما أدى إلى حملات أخرى للحفاظ على التراث الحضاري العالمي، وإنقاذ كل من مدينة البندقية وبحيرتها في إيطاليا، وأنقاض موهينجو دارو Mohenjo-daro في باكستان، ومعبد بوروبدرو Borobodur في إندونيسيا. ثم شرعت اليونسكو بعد ذلك مع المجلس الدولي للمعالم والمواقع، في وضع مسودة لمشروع اتفاقية حماية التراث الثقافي المشترك للإنسانية.

### الاتفاقية وخلفيتها
وقد أطلقت الولايات المتحدة فكرة الجمع ما بين الحفاظ على التراث الثقافي والحفاظ على الطبيعة. " وفي مؤتمر عُقد بالبيت الأبيض عام 1965، دعا إلى الحفاظ على التراث العالمي "في العالم والمناطق الطبيعية الخلابة والمواقع التاريخية والأثرية الرائعة من أجل الحاضر والمستقبل لمواطني العالم كله". وقد قدم الاتحاد الدولي لحفظ الطبيعة اقتراحات مماثلة في عام 1968، وقد تم عرضها في عام 1972 على مؤتمر الأمم المتحدة المعني بالبيئة البشرية والذي عقد في ستوكهولم.
واتفقت جميع الأطراف على نص واحد للاتفاقية المتعلقة بحماية التراث العالمي الثقافي والتراث الطبيعي والتي اعتمدها المؤتمر العام لليونسكو في 16 نوفمبر 1972.

## عملية الترشيح
ينبغي للبلد الراغب في ترشيح إحدى آثاره أو ممتلكاته أن يُجرى أولاً جرد لممتلكاته الثقافية والطبيعية الفريدة. وهو ما يُطلق عليه القائمة الارشادية المؤقتة لمواقع التراث العالمي (بالإنجليزية Tentative List)، وهي عملية هامه جداً، لأن الدولة يجب أن لا ترشح الآثار التي لم تدرج على قائمتها الأولية. ويلي ذلك، اختيارها لإحدى الآثار من هذه القائمة ليُوضع في ملف الترشيح. مركز التراث العالمي يقدم المشورة والمساعدة في إعداد هذا الملف.
عند هذه النقطة، يتم تقييم الملف من قبل المجلس الدولي للمعالم والمواقع والاتحاد الدولي لحفظ الطبيعة ويرفع الملف إلى لجنة التراث العالمي التي تجتمع مرة واحدة سنوياً لتحديد إمكانية تسجيل الممتلكات المرشحه على قائمة التراث العالمي، وأحيانا ما يؤجل هذا القرار لطلب المزيد من المعلومات من البلد الذي رشح الموقع. وهناك عشرة معايير للاختيار—ويجب على الموقع المرشح أن يستوفي واحدا منها على الأقل لإدراجه على القائمة.

## معايير الاختيار
حتى نهاية عام 2004، كان هناك ستة معايير للتراث الثقافي وأربعة معايير للتراث الطبيعي. في عام 2005، تم جمع تلك المعايير في مجموعة واحدة من عشرة معايير.المواقع المرشحة يجب أن تكون ذات «قيمة عالمية استثنائية» وتستوفى على الأقل واحداً من تلك المعايير العشرة.
قوانين اليونسكو تنص على أن أي معلم يتجاوز عمره مائة عام يدخل ضمن لائحة التراث العالمي.

### المعايير الثقافية
- أولاً: تمثل تحفة عبقرية خلاقة من صُنع الإنسان.
- ثانياً: تمثل إحدى القيم الإنسانية الهامة والمشتركة، لفترة من الزمن أو في المجال الثقافي للعالم، سواء في تطور الهندسة المعمارية أو التقنية، أو الفنون الأثرية، أو تخطيط المدن، أو تصميم المناظر الطبيعية.
- ثالثاً: تمثل شهادة فريدة من نوعها أو على الأقل استثنائية لتقليد ثقافي لحضارة قائمة أو مندثرة.
- رابعاً: أن تكون مثالاً بارزاً على نوعية من البناء، أوالمعمار أو مثال تقني أو مخطط يوضح مرحلة هامة في تاريخ البشرية.
- خامساً: أن يكون مثالا رائعاً لممارسات الإنسان التقليدية، في استخدام الأراضي، أو مياه البحر بما يمثل ثقافة أو (ثقافات)، أو تفاعل إنساني مع البيئة وخصوصا عندما تُصبح عُرضة لتأثيرات لا رجعة فيها.
- سادساً: أن تكون مرتبطة بشكل مباشرة أو ملموس بالأحداث أو التقاليد المعيشية، أو الأفكار، أو المعتقدات، أو الأعمال الفنية والأدبية ذات الأهمية العالمية الفائقة. (وترى اللجنة أن هذا المعيار يُفضل أن يكون استخدامه بالتزامن مع معايير أخرى).

### المعايير الطبيعية
- سابعاً: أن تحتوى على ظاهرة طبيعية فائقة أو مناطق ذات جمال طبيعي استثنائي".
- ثامناً: أن تكون الأمثلة البارزة التي تمثل المراحل الرئيسية من تاريخ الأرض، بما في ذلك سجل الحياة، وكبير على ما يجري العمليات الجيولوجية في تطوير تضاريسه، أو ملامح شكل الأرض أو فيزيوغرافية كبيرة".
- تاسعاً: أن تكون الأمثلة البارزة التي تمثل كبيرة على الذهاب البيئية والبيولوجية في عمليات التطور والتنمية من الأرضية، والمياه العذبة الساحلية والبحرية النظم الإيكولوجية والمجتمعات المحلية من النباتات والحيوانات".
- عاشراً: أن تحتوي على أهم وأكبر الموائل الطبيعية لحفظ التنوع البيولوجي بالموقع، بما في ذلك تلك التي تحتوي على الأنواع المهددة بالانقراض وذات قيمة عالمية فريدة من وجهة نظر العلم أو حماية البيئة".

## المناطق

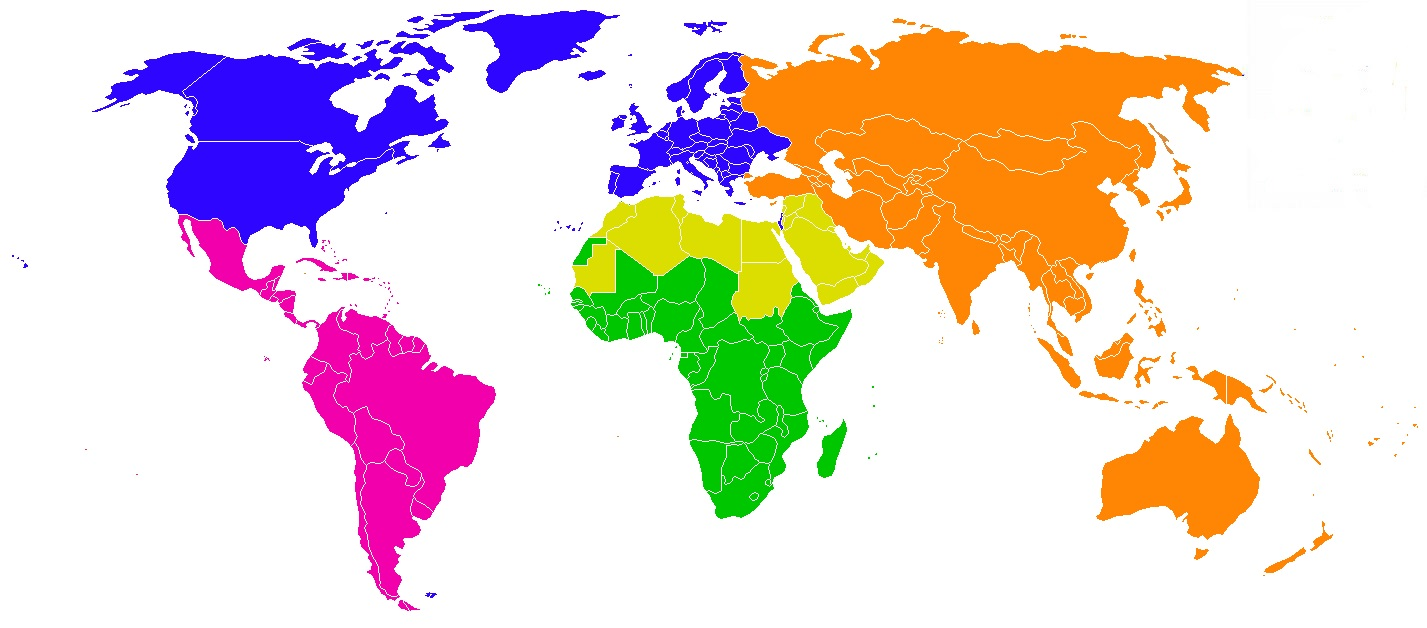
أفريقيا
البلدان العربية
آسيا والهادي
أوروبا وأمريكا الشمالية
أمريكا اللاتينية والكاريبي

## إحصائيات
وهناك 890 مواقع التراث العالمي يقع في 148 بلدًا (الدول الأطراف). منهم 689 موقعا ثقافيًا، و176 طبيعياً، وهناك 25 موقعا مختلطًا.
قسمت لجنة التراث العالمي البلدان إلى خمس مناطق جغرافية: (أفريقيا، والدول العربية (التي تتألف من شمال أفريقيا والشرق الأوسط)، آسيا والمحيط الهادئ (وتضم أستراليا واوقيانيا)، أوروبا وأمريكا الشمالية، وأمريكا اللاتينية ومنطقة البحر الكاريبي).
روسيا ودول القوقاز تصنف لأوروبا، في حين أن المكسيك تصنف على أنها تنتمي إلى منطقة أمريكا اللاتينية ومنطقة الكاريبي.
مناطق اليونسكو الجغرافية أيضا على إيلاء مزيد من التركيز الإداري، بدلا من الجمعيات الجغرافية.
وبالتالي، جزيرة جوف، تقع في جنوب المحيط الأطلسي، هي جزء من أوروبا وأميركا الشمالية المنطقة، لأن حكومة المملكة المتحدة ترشيح الموقع.
ويتضمن الجدول أدناه تفصيلاً للمواقع وفقاً لهذه المناطق وتصنيفها:
| المنطقة                                | الطبيعية | الثقافية | المختلطة | المجموع | ٪      |
| -------------------------------------- | -------- | -------- | -------- | ------- | ------ |
| أفريقيا                                | 36       | 48       | 4        | 88      | 9 ٪    |
| الدول العربية                          | 4        | 68       | 2        | 74      | 7,5 ٪  |
| آسيا والمحيط الهادئ                    | 57       | 154      | 10       | 221     | 22,5 ٪ |
| أوروبا وأمريكا الشمالية                | 60       | 399      | 10       | 469     | 47,8 ٪ |
| أمريكا اللاتينية ومنطقة البحر الكاريبي | 36       | 90       | 3        | 129     | 13,1 ٪ |
| مجموع                                  | 193      | 759      | 29       | 981     | 100 ٪  |
| ٪                                      | 19,7 ٪   | 77,4 ٪   | 3 ٪      | 100 ٪   |        |

## التراث العالمي المعرض للخطر
طبقاً لأحكام الفقرة 4 من المادة 11 من اتفاقية التراث العالمي فإنه بإمكان لجنة التراث إدراج مواقع التراث المهددة، والتي تتطلب مساعدة كبيرة، في «قائمة مواقع التراث العالمي المعرضة للخطر». ويهدف هذا الإجراء إلى اطلاع المجتمع الدولي على الظروف المهدِّدة باندثار الصفات التي أدت إلى إدراج موقع ما على قائمة التراث العالمي وبالتالي التشجيع على اتخاذ إجراءات تساعد على صونها. قد تكون التهديدات التي يتعرض لها موقع تراث مخاطر مؤكدة أو محتملة، قد يكون لها آثار سلبية على الخصائص المميزة للموقع.
في حالة المواقع الطبيعية، تتضمن الأخطار المؤكدة انخفاض خطير في الكائنات التي تتواجد في الموقع، أو الأنواع الأخرى ذات القيمة أو تدهور الجمال الطبيعية أو القيمة العلمية للموقع بفعل أنشطة بشرية كقطع الأشجار والتلوث والمستوطنات البشرية والتعدين والزراعة والأشغال العامة الكبرى. تتضمن المخاطر المؤكدة للمواقع الثقافية تدهور خطير في المواد والهياكل والتماسك المعماري وفقدان الأصالة التاريخية أو الأهمية الثقافية. وتشمل الأخطار المحتملة للمواقع الثقافية والطبيعية كل من مشاريع التنمية والصراعات المسلحة ومحدودية نظم الإدارة، وتغيّر قوانين حماية الممتلكات. بالنسبة للمواقع الثقافية، فإن التغييرات التدريجية التي تسببها الظروف الجيولوجية والمناخ والبيئة تكون أخطاراً محتملة.
وتقوم لجنة التراث العالمي بمراجعة سنوية لحالة صون الممتلكات المدرجة في قائمة التراث العالمي المعرض للخطر، وبناء على نتائج المراجعة قد تطلب اللجنة اتخاذ تدابير اضافية ضرورية لصون الممتلك، أو قد تتقرر شطب الممتلك من قائمة التراث العالمي المعرض للخطر  وذلك في حالة زوال الخطر عن الممتلك (تحقق حالة الصون المنشودة)،  أو قد تقرر شطب الممتلك من قائمة التراث العالمي المعرض للخطر وقائمة التراث العالمي معاً في حالة إذا بلغ التدهور الذي طراء على الممتلك حداً أفقده الخصائص التي سوغت إدراجه في قائمة التراث العالمي.
وقد تم حتى الآن شطب موقعين من قائمة التراث العالمي وهما: محمية المها العربي في سلطنة عمان، حيث تم شطبها مباشرة في عام 2007 دون وضعها على قائمة مواقع التراث العالمي المعرضة للخطر، وذلك بسبب قرار الحكومة العمانية تقليص حجم المحمية بنسبة 90 % من مسحتها الأصلية. ووادي الإلبة في دريسدن (ألمانيا)، فقد تم شطبه من قائمة التراث العالمي في عام 2009 بسبب إنشاء جسر فالدشلوشين ذي الأربعة ممرات في قلب المنطقة الثقافية، مما يعني أنه لم يتم الحفاظ على القيمة العالمية الاستثنائية التي كان يتسم بها هذا الممتلك، والتي تم على أساسها إدراجه في قائمة التراث العالمي عام 2004.

## قوائم مواقع التراث العالمي
- قائمة مواقع التراث العالمي في أفريقيا
- مواقع التراث العالمي في أمريكا الجنوبية
- قائمة مواقع التراث العالمي في الدول العربية
- قائمة مواقع التراث العالمي في آسيا وأستراليا
- قائمة مواقع التراث العالمي في أوروبا
- قائمة مواقع التراث العالمي المعرضة للخطر
- مواقع التراث العالمي السابقة

## مواضيع متعلقة
- قائمة مواقع التراث العالمي في آسيا
- إعداد ترشيحات الإدراج في قائمة التراث العالمي (إصدار2011)
- تفسير التراث
- قائمة أقدم البنايات في العالم

## وصلات خارجية
- (بالإنجليزية) اليونسكو للتراث العالمي - الموقع الرسمي
- (بالإنجليزية) موقع اليونسكو الخاص باتفاقية حماية التراث العالمي الثقافي والطبيعي
- جزء من وثيقة اتفاقية حماية التراث العالمي الثقافي والطبيعي (ملف بصيغة pdf)
- مواقع تراث